# Hamburger Turnerschaft 1816
Hamburger Turnerschaft 1816 is een van de oudste nog bestaande sportclubs ter wereld. Er zijn wel oudere schuttersverenigingen, maar die ontstonden niet als vrijetijdsbezigheid, maar als verdedigingsclub. Gelet op oprichtingsjaar is de oudste club van Duitsland TSV 1814 Friedland, hoewel de huidige vorm van die vereniging in 1990 ontstaan is.
De club werd opgericht in 1816 door burgers van Hamburg. Er werd, naar het voorbeeld van de turnplaats op de Hasenheide in Berlijn, ook een plaats in Hamburg ingericht. Tegenwoordig telt de sportclub 8.000 leden en is actief in onder andere basketbal, karate, judo, tafeltennis, tennis, triatlon, voetbal en zwemmen. De club is verspreid over de stadsdelen Hamm, Horn en Billstedt.

## Voetbal
De voetbalafdeling fusioneerde in 1920 met St. Georger FC en de club trad aan onder de naam SV St. Georg/HT 16. De club speelde in de noordelijke groep van de competitie die georganiseerd werd door de Noord-Duitse voetbalbond. De club werd voorlaatste op tien clubs en liet enkel FC Borussia 04 Harburg achter zich. Het volgende seizoen werden de twee reeksen afgevoerd en de vele regionale competities werden heringevoerd. In de competitie van Groot-Hamburg/Alster werd de club kampioen voor de topclubs SC Victoria Hamburg en Hamburger SV. Hierdoor plaatste de club zich voor de Noord-Duitse eindronde en werd daar vierde op zeven clubs. Na dit seizoen werd de fusie met St. Georg ongedaan gemaakt. Omdat St. Georg voor de fusie al de betere club was bleef deze club in de hoogste klasse voetballen. HT 16 zakte weg in de anonimiteit, waar het nog steeds speelt.

## Externe link

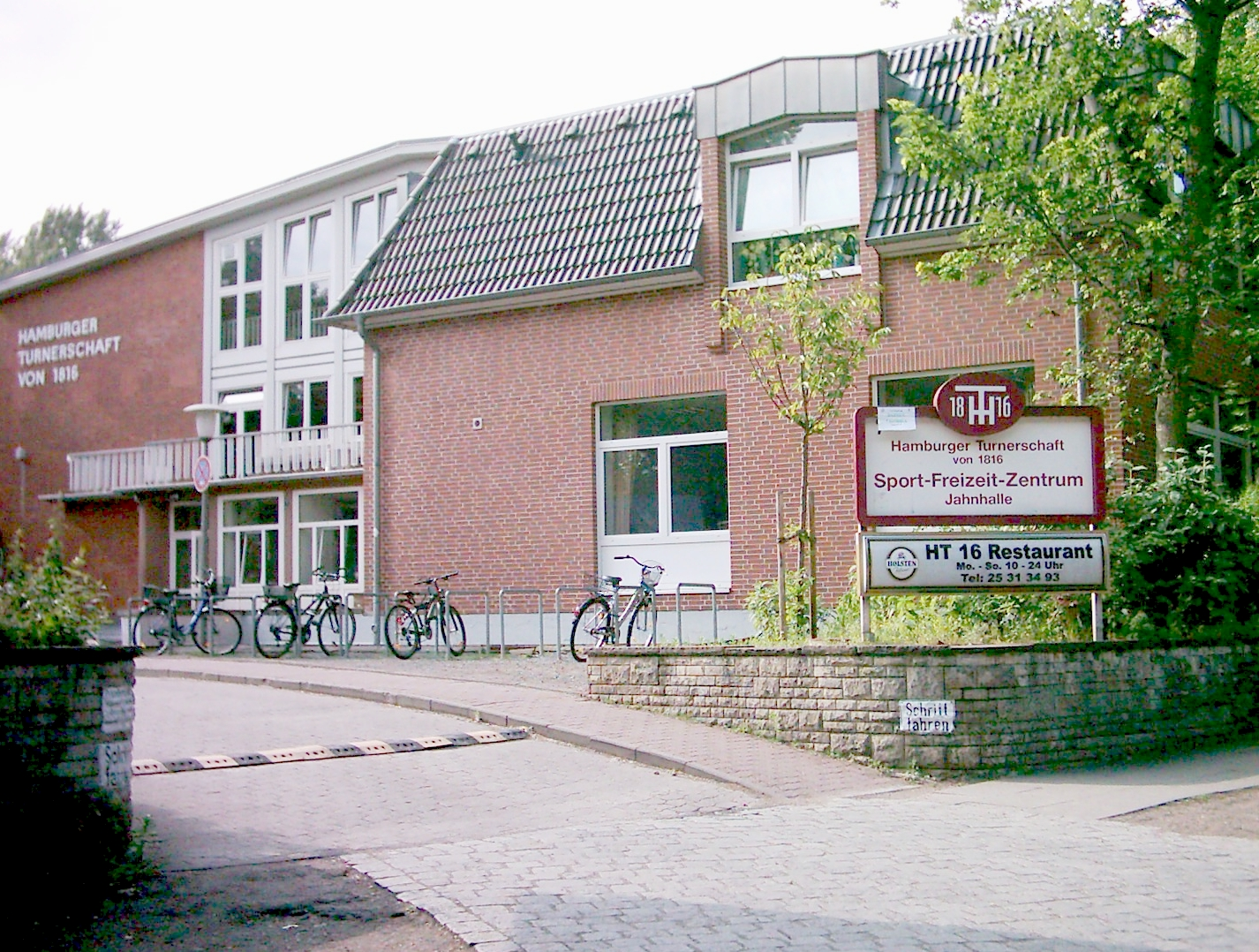
HT 16-Jahnhalle am Sievekingdamm

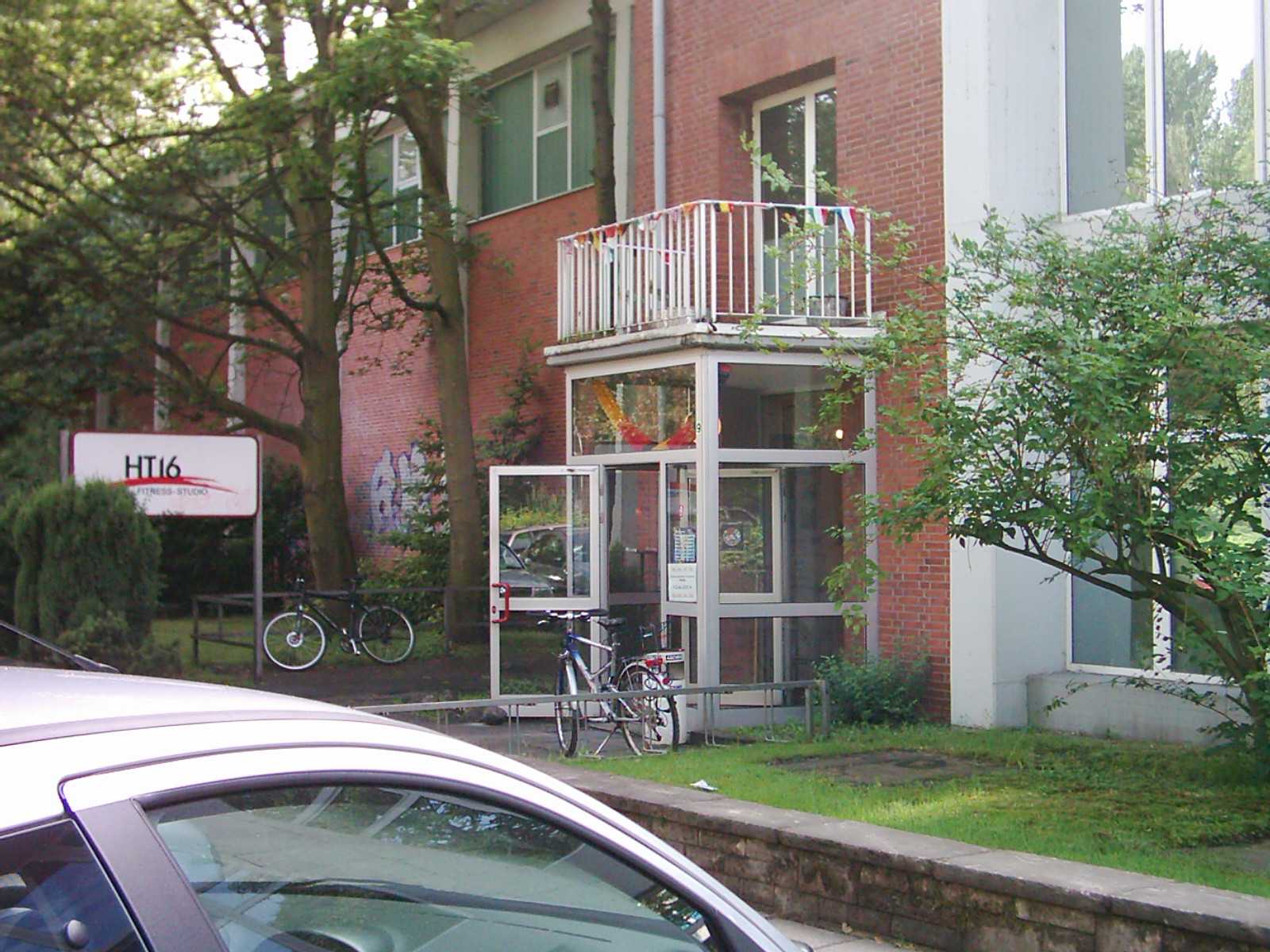
HT 16-Fitnessstudio